# Radio Olmos
Radio Olmos es una recopilación de un concierto grabado en la prisión de Olmos ubicada en Lisandro Olmos (La Plata) y catalogada como una de las más rudas de Argentina.

## Historia
El material fue registrado el 17 de agosto de 1993 producido íntegramente por Alejandro Taranto, quien comandó a todo su equipo de America Rock prod.Intl. y TommyGun Records, Norberto Verea (es el presentador de todas las bandas), salió a la venta ese mismo año por la disquera Tommy Gun Records. El título del álbum se debe a causa de la radio que funcionaba en el penal en el cual participaron bandas emblemáticas del Heavy Metal y el Punk Rock nacional tales como Hermética, Massacre, Attaque 77, A.N.I.M.A.L., Lethal, Pilsen y además cuenta con la participación de los británicos U.K. Subs. En 1994 se reeditó con más temas de Lethal y Attaque 77 como bonus track. En la actualidad el compacto está descatalogado, mientras que las filmaciones que se hicieron para una película nunca pasaron de ser un ambicioso proyecto y se mantienen inéditas. El material se recuperó luego de 26 años, se realizaron nuevas entrevistas y se editó a mediados de 2019. Finalmente, la película se estrenó el 16 de noviembre de 2019 en el Festival de Cine de Mar del Plata y fue dirigida por Gustavo Mosquera R. (Lo que vendrá de 1988 y Moebius de 1996) cuenta con una duración de 120 minutos y además de la precentacion de Norberto "El Ruso" Verea cuenta con la presencia de Andrés Giménez, Claudio O’Connor, Walas, Claudio Ortiz, Eddie Walker, Ciro Pertusi, Marcelo Corvalan y Tito García entre otros.

## Controversia
En la medida de lo posible, las canciones elegidas por las bandas para el show se relacionaron con la temática carcelaria. Como por ejemplo: "Cop Killer" (cover de Body Count) por parte de ANIMAL, "Ideando la fuga" (cover de V8) y "Robó un auto" de la mano de Hermética, "Represión" (cover de Los Violadores) de Pilsen y para el épico final "Espadas y serpientes" por Attaque 77, en el cual también se sumaron los integrantes de Pilsen y ANIMAL.

## Lista de canciones
- Un dato curioso es el error en la contratapa, donde están acreditados los temas de ANIMAL por los de Massacre.

1. "Rompiendo el silencio" por Lethal (4:49)
2. "Sucio y desprolijo" por Lethal (3:29)
3. "Robó un auto" por Hermética (3:33)
4. "Ideando La Fuga" por Hermética (3:11)
5. "Nuevo día" por Massacre (4:10)
6. "Stepping stone" por Massacre (2:40)
7. "Cop Killer" por A.N.I.M.A.L. (4:01)
8. "Hijos del sol" por A.N.I.M.A.L ()
9. "Sola en la cancha" por Attaque 77 ()
10. "Here comes Alex" por U.K. Subs (4:46)
11. "Warhead" por U.K. Subs (4:12)
12. "Cucarachas para el desayuno" por Pilsen (2:35)
13. "Represión" por Pilsen (3:35)
14. "Espadas y serpientes" por Attaque 77, Pilsen y A.N.I.M.A.L. (3:29)